# Parc national d'Iriqui
Le parc national d'Iriqui (ou Iriki) fait partie des parcs nationaux du Maroc et s'étend sur 123 000 hectares. C'est un parc saharien créé en 1994 pour les espèces désertiques.

## Localisation
Le parc national d'Iriqui se situe entre le lit asséché de l’oued Draâ et la retombée sud de l’Anti-Atlas, à proximité de la frontière algérienne, à 150 km au sud de Ouarzazate et 80 km au sud-ouest de Zagora. Il fait partie de la région du Drâa-Tafilalet et se partage entre les provinces de Zagora et de Tata.
Il comprend le lac Iriqui, qui se trouve entre Foum Zguid et M'hamid. Ce lac est de nos jours le plus souvent asséché. Il était le lieu préféré des gazelles du Sud. En octobre 2024, il s'est rempli en quelques jours suite aux pluies diluviennes qui se sont abattues sur une partie du Sahara.
Le parc fait partie de la réserve de biosphère des Cèdres de l'Atlas.

## Biodiversité

### Flore
Le parc est caractérisé par des paysages désertiques typiques du Sud marocain. 
La végétation est représentée par une steppe arborée et par une savane d’Acacia raddiana. Les milieux dunaires sont essentiellement couverts par le Tamarix.

### Faune
En période humide, le lac d’Iriqui, zone humide temporaire, constitue un lieu d’escale et d’hivernage de nombreux oiseaux aquatiques migrateurs (flamant rose, foulque et oies) et confère au parc un caractère écologique important. La réhabilitation de cette zone humide est l’un des principaux objectifs de création du parc.
Par ailleurs, le parc national d’lriqui abrite une faune variée représentée par la Gazelle dorcas (Gazella dorcas), le Mouflon à manchettes (Ammotragus lervia), la Hyène rayée (Hyaena hyaena), l’Outarde houbara (Chlamydotis undulata), mais également par un grand nombre de reptiles tels que des Lézards, des Varans, des Caméléons, des Geckos, des Cerastes (Cerastes vipera et Cerastes cerastes) et autres genres de serpents.
La reconstitution et la réintroduction prévues de certaines espèces rares disparues de la faune saharienne telles que l’Oryx, l’Addax et l’Autruche à cou rouge conférera à la région une importance considérable.

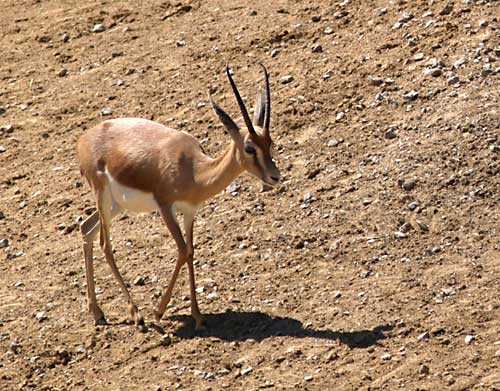
Gazelle dorcas (Gazella dorcas).
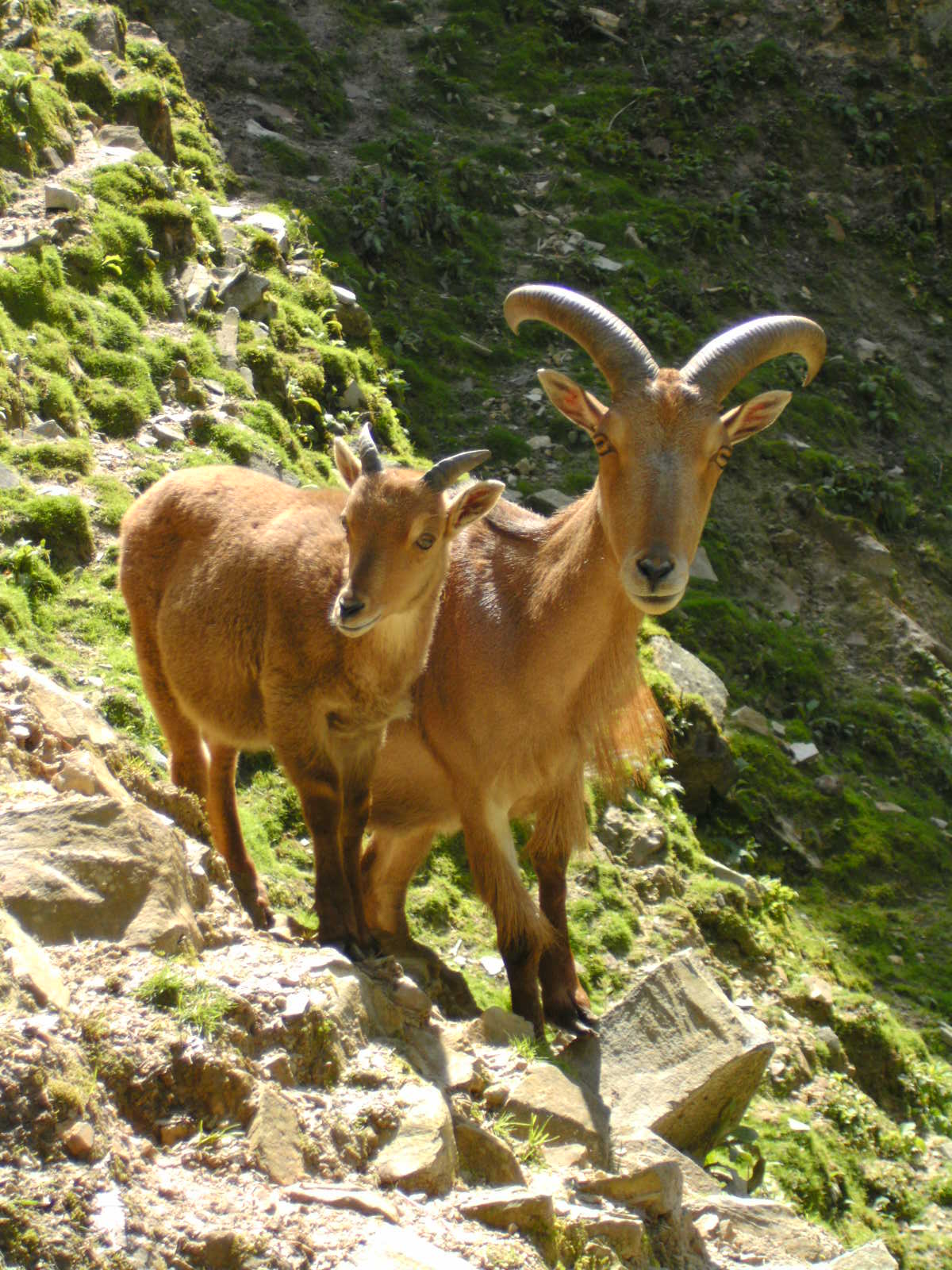
Mouflon à manchettes (Ammotragus lervia).
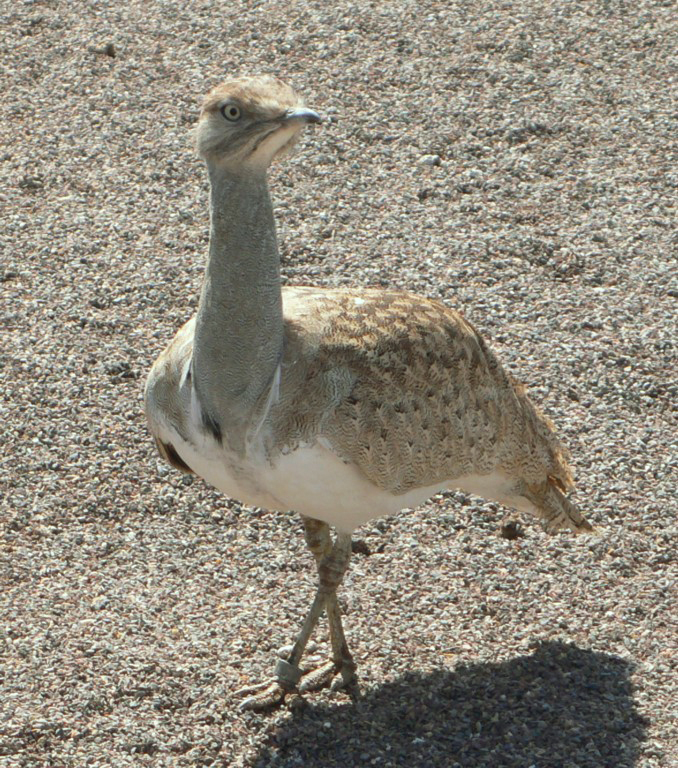
L'Outarde houbara ou Outarde houbara d'Afrique (Chlamydotis undulata).
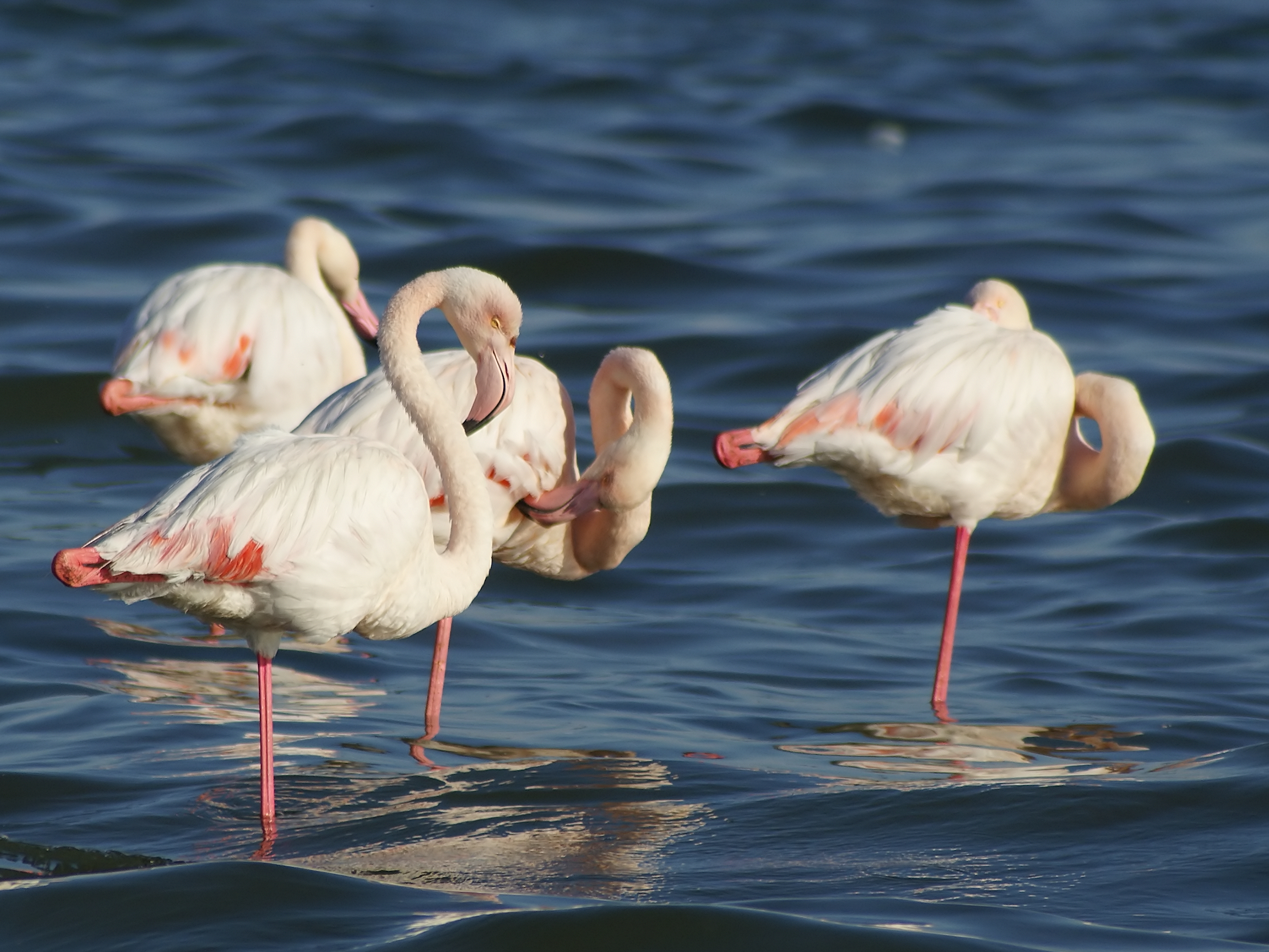
Le Flamant rose (Phoenicopterus roseus).

## Population
À part quelques familles sédentaires à l’intérieur du parc, l’ensemble de la population de la zone est constituée de nomades. Ces derniers, pour la plupart originaires de M'hamid pratiquent la transhumance le long du circuit Figuig - Tan-Tan (de l'extrême Est du Maroc vers son  sud-ouest ). La zone d’lriqui est le principal lieu de pâturage en raison de ses bonnes potentialités pastorales.

## Potentiel écotouristique
La richesse des paysages et du patrimoine culturel de la région confère à ce parc un potentiel écotouristique important qui constituera un levier pour le développement économique local. Par ailleurs, le parc national d’lriqui s’inscrit dans l’effort de développement des circuits touristiques du grand sud, qui relient Merzouga, Zagora, M’Hamid El Ghouzlane, Foum Zguid, Tata, Guelmim et Tan-Tan. On observe aujourd’hui un élan touristique remarquable du tourisme de découverte et d’aventure sur ces régions, susceptible à terme, de constituer un levier important de promotion et de valorisation des espaces sahariens.

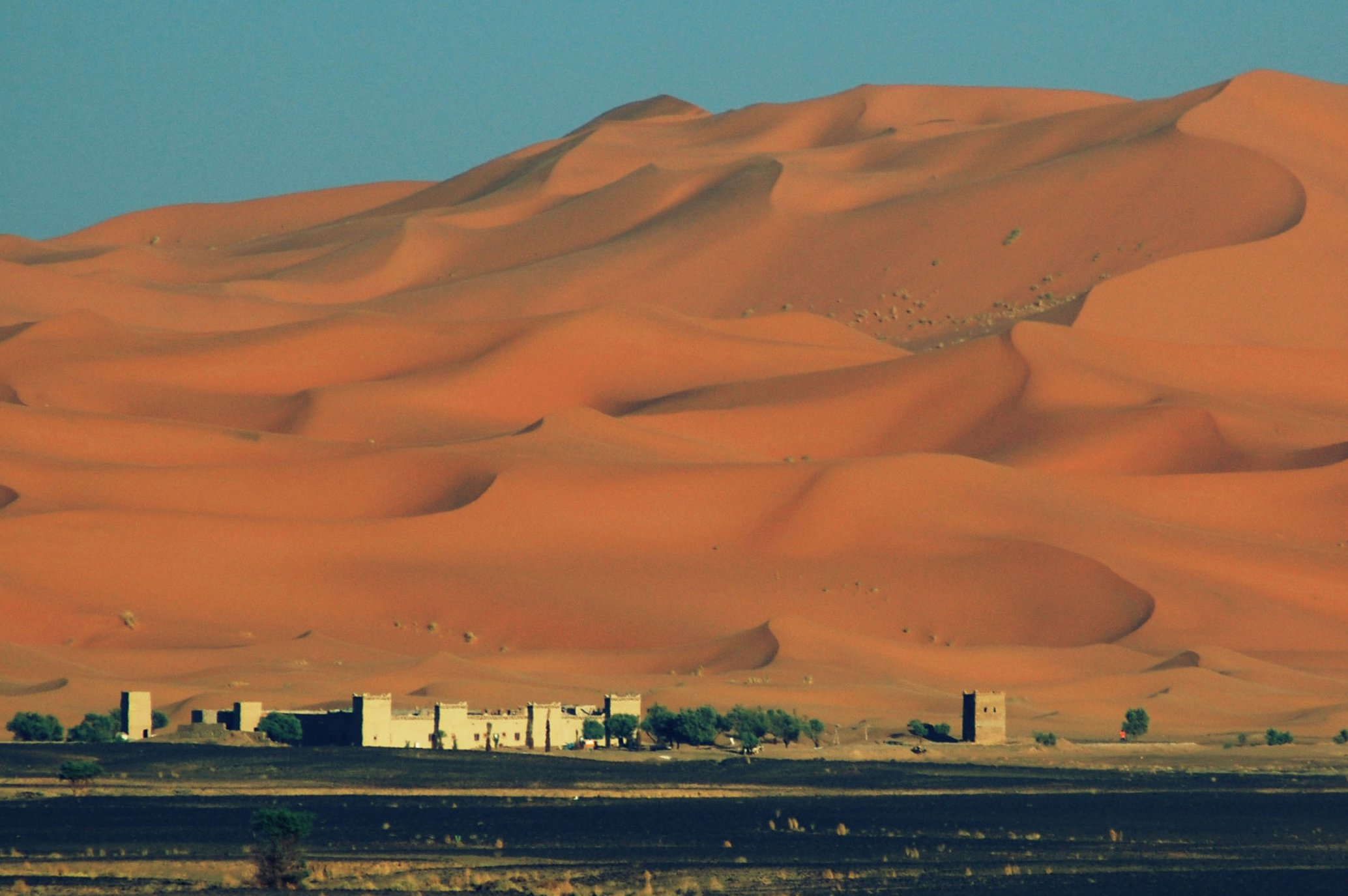
Merzouga.
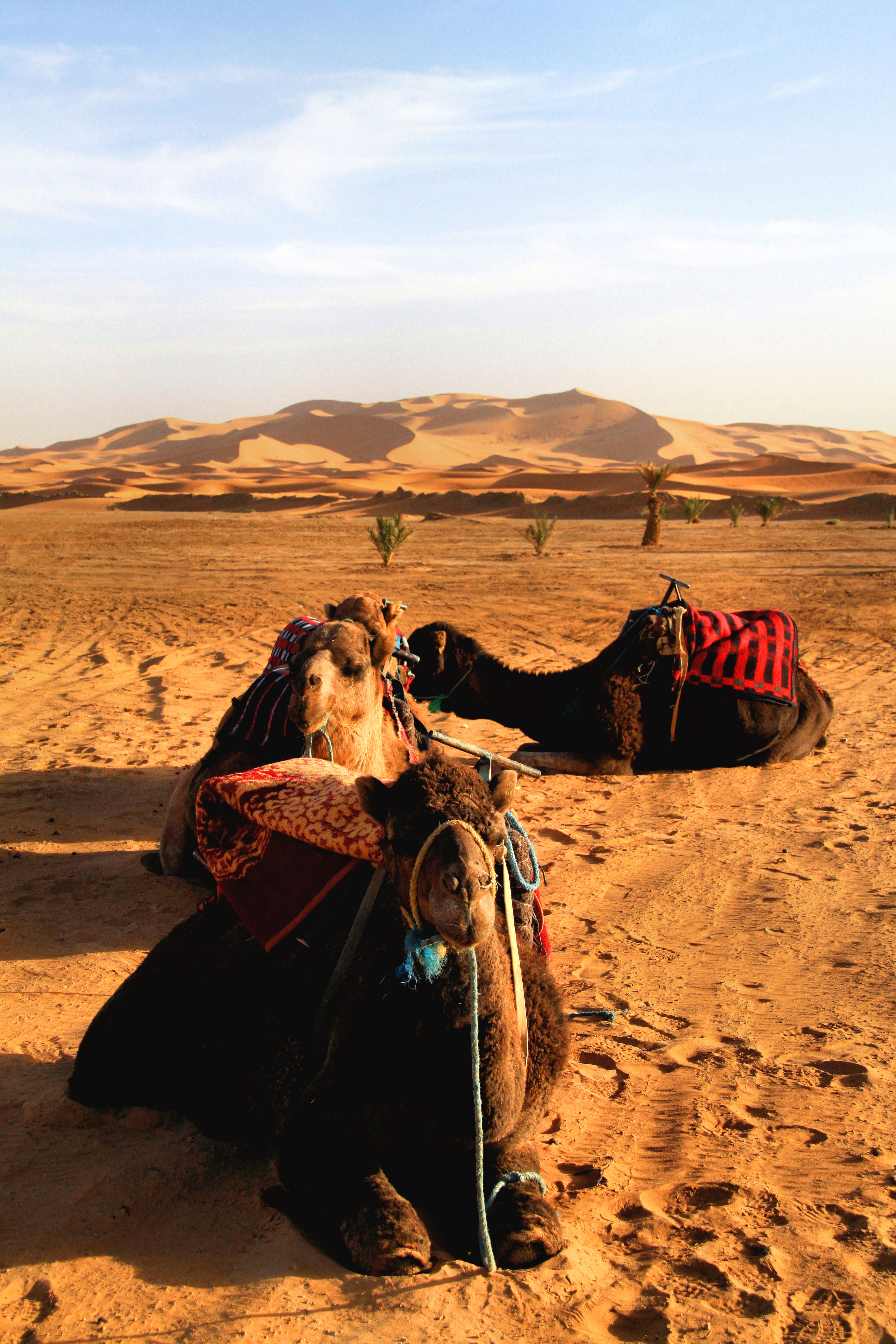
Dromadaires au bivouac.

## Missions
La réhabilitation de la zone humide du lac d’Iriqui est l'un des principaux objectifs de création du parc.  La protection de la flore et de la faune de la région pré-saharienne et saharienne marocaines et la promotion de l’écotourisme au grand sud du Maroc sont d’autres objectifs du Parc national d’Iriqui.

## Galerie de photos

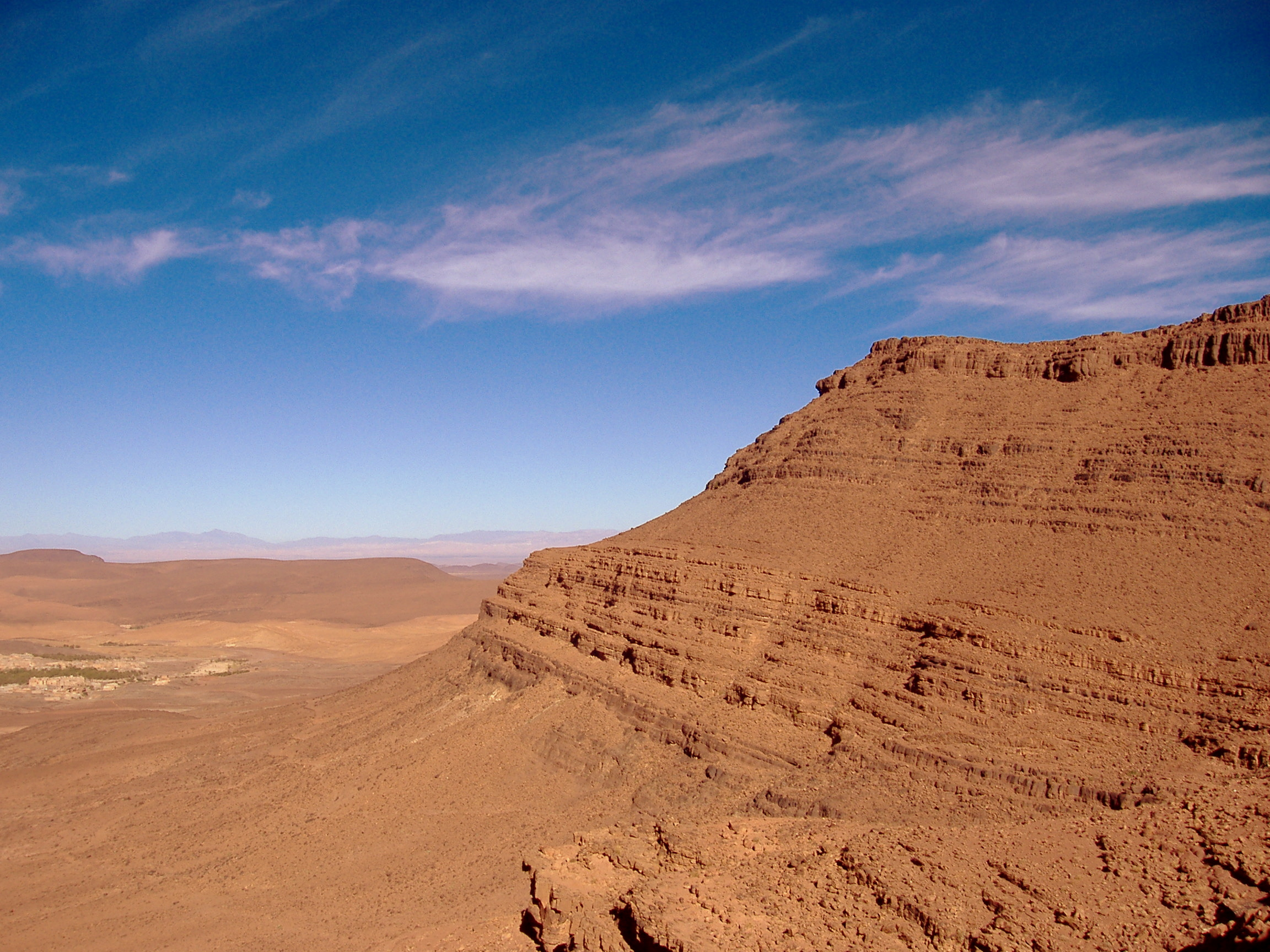
Paysage proche de Ouarzazate.
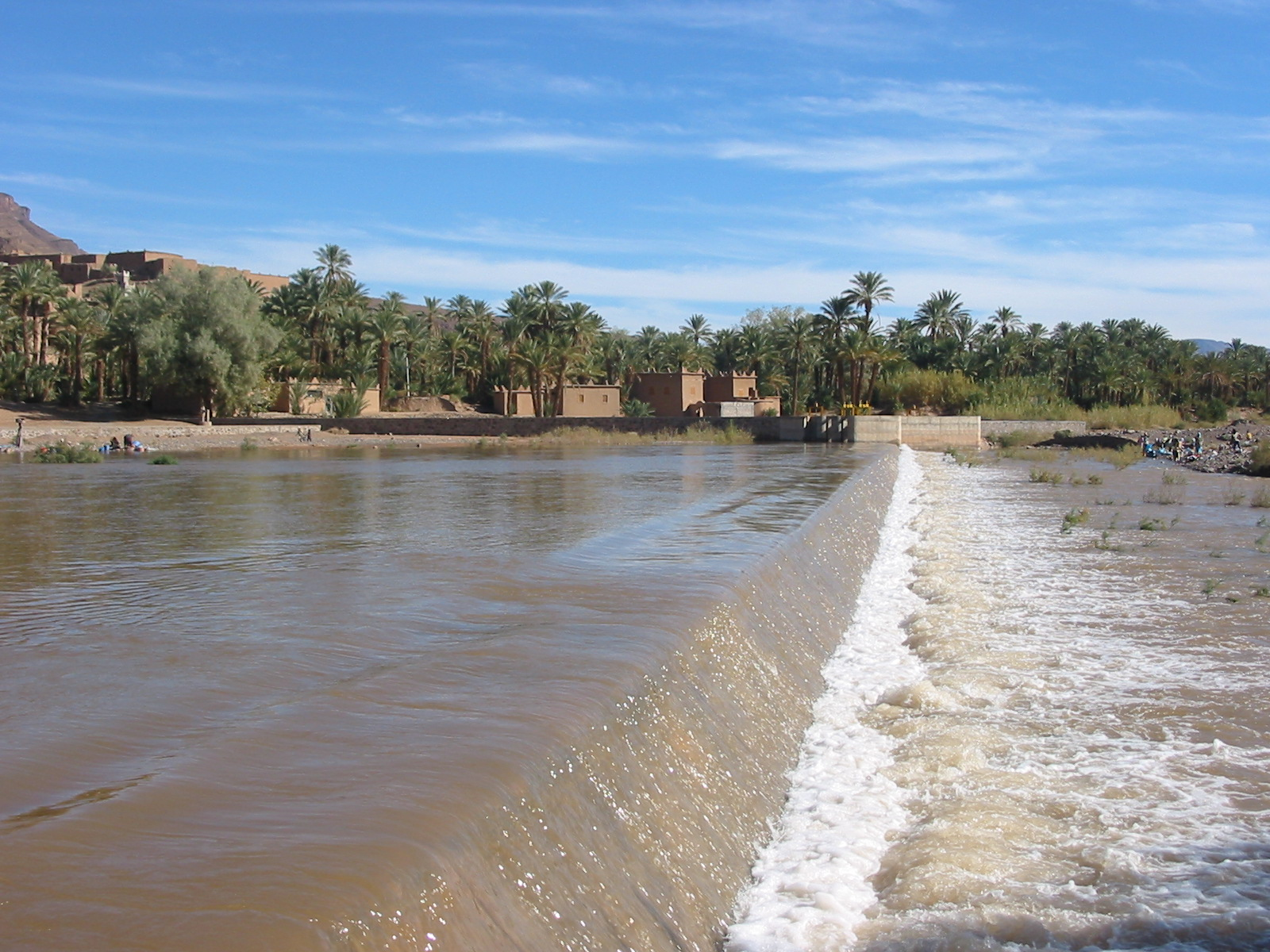
Oued Draâ.
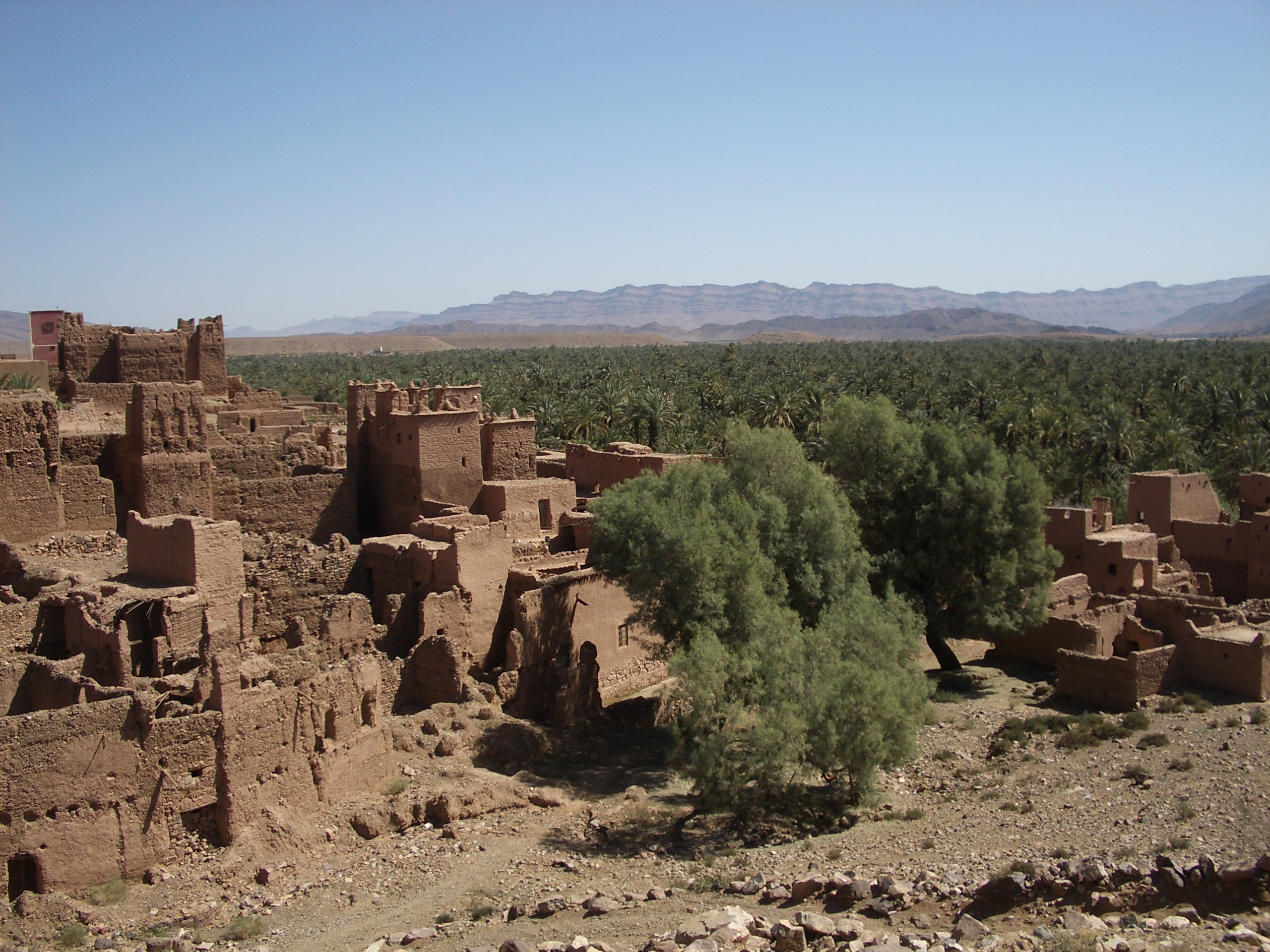
La vallée du Drâa.
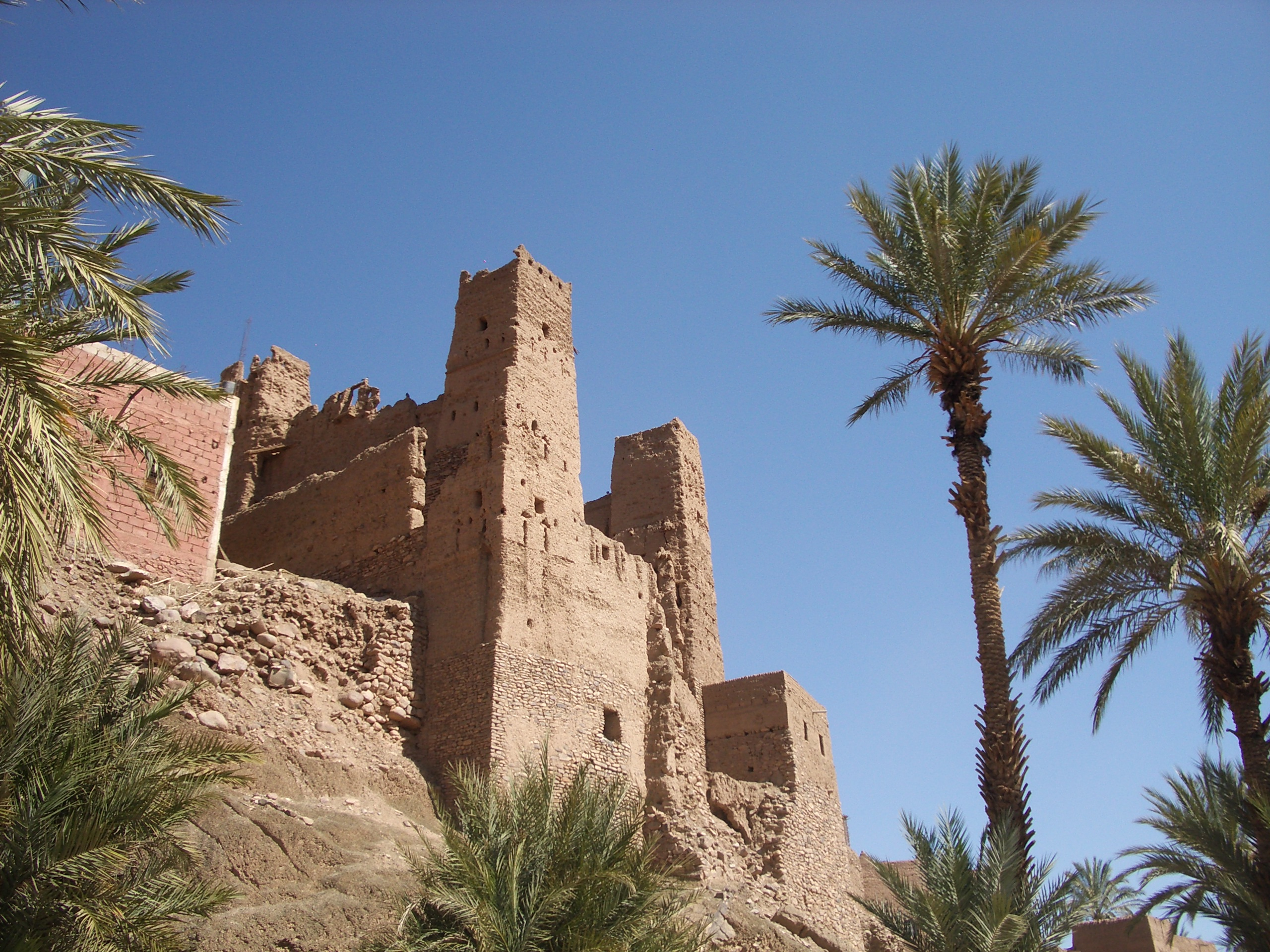
Une casbah dans la vallée du Drâa.